# Hrabě Lucanor

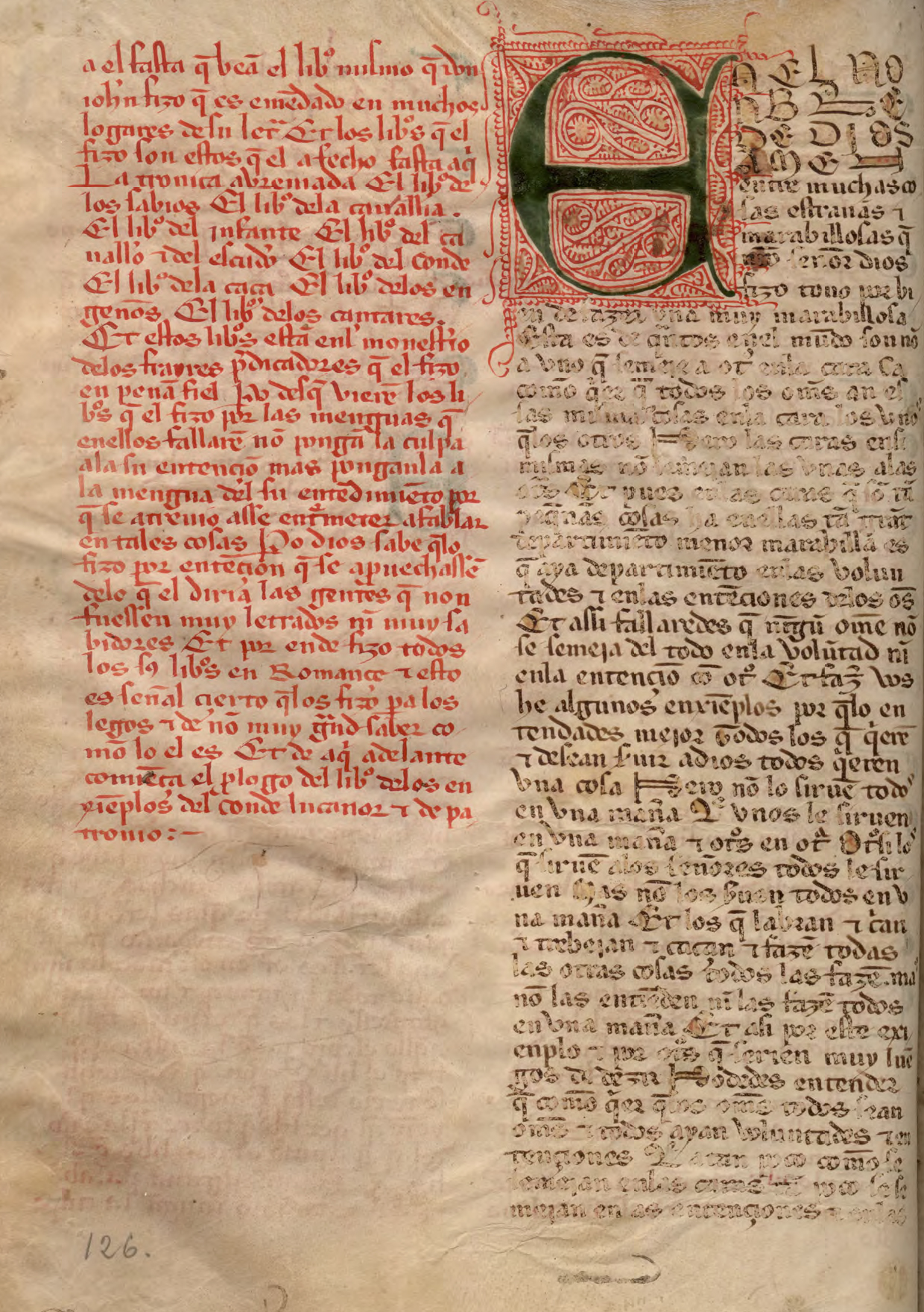
Začátek španělského vydání Hraběte Lucanora

Kniha příkladů hraběte Lucanora a Patronia (v originále Libro de los enxiemplos del Conde Lucanor et de Patronio), běžně známá pod zkráceným názvem Hrabě Lucanor, je jedním z nejvýznamnějších prozaických děl středověké španělské literatury. Autorem je Don Juan Manuel, kastilský učenec a vysoký šlechtic, a kniha byla poprvé vydána roku 1335.
Skládá se z 5 částí, z nichž je nejznámější a také nejrozsáhlejší je pouze část první: obsahuje 51 krátkých mravoučných příběhů a podobenství, pomocí kterých rádce Patronio odpovídá svému pánovi na otázky, které mu klade. Hrabě ocení Patroniovu radu a zachová se podle ní a sám Juan Manuel potom získané morální ponaučení shrne do krátkého verše.
Přestože mají tato vyprávění jasně danou a stále se opakující strukturu, vyznačuje se kniha rozmanitostí témat, postav a prostředí, ve kterých se odehrává. Zdrojem inspirace byly pro autora především různé arabské motivy, ale také například Ezopovy bajky či reálné historické postavy.

## Literárně-historický kontext

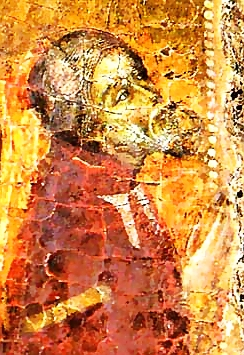
Don Juan Manuel na historické fresce.

Za života Juana Manuela byla situace na Pyrenejském poloostrově politicky i ekonomicky nestabilní, šlechta čelila mocenským intrikám a bojovala s útočícími Araby, zatímco prostý lid trápil hlad a útlak vrchnosti. V duchovní oblasti navíc situaci komplikovalo papežské schizma. Jako člen vysokých vrstev společnosti se Juan Manuel uchýlil k psaní tzv. didaktické literatury, což byl zejména ve 13. a 14. století populární literární směr, který se v tehdejší Kastilii rozšířil zejména díky vlivu arabské kultury.
Postupně se běžným motivem tohoto žánru stal rozhovor mezi králem a moudrým rádcem, k čemuž se Juan Manuel uchýlil také ve svých dílech Hrabě Lucanor a Spis o rytíři a zbrojnoši.
Přestože se autor nechal inspirovat vlivy jiných kultur a použil i již dávno známé motivy, vtiskl svojí knize jedinečný a osobitý styl a jeho dílo nese i první prvky moderní středověké prózy: bývá označován za jednoho z prvních spisovatelů, jež si je plně vědom svého autorství a kterému záleží na zachování jeho děl a předání myšlenek dalším generacím. Za tímto účelem založil klášter v Peñafiel, kde měly být uchovány jeho spisy a kde si přál být pohřben. Zároveň se u něj projevuje obava z tehdy běžných chyb vzniklých při opisování a šíření knih a klade důraz na to, že na případných nedostatcích nenese vinu on.

## Struktura
Kniha se skládá z pěti částí a prologu:
- 1. část obsahuje 51 mravoučných příběhů, jež vypráví rádce Patronio svému pánovi, hraběti Lucanorovi, a má velice schematický a stále se opakující rámec. Hrabě, nevěda si rady s problémem, vysvětluje situaci Patroniovi a požádá ho o radu. Ten mu odpoví krátkým příběhem, který se stal za podobných okolností a naznačí, jak by se měl zachovat. Hrabě Lucanor přijme jeho radu a zachová se podle ní. V této chvíli se k věci vyjádří přímo sám autor, a protože se mu rada zdá dobrá, zahrne ji do této knihy a morální ponaučení ještě shrne do krátkého verše. Zasazování nesouvisejících příběhů do jednoho sjednocujícího rámce patřilo v té době k běžným praktikám, zejména v orientální literatuře (Tisíc a jedna noc).
- zbylé části už jsou svým rozsahem i významem mnohem menší: 2. část obsahuje 100 krátkých mravoučných přísloví, 3. část dalších 50 přísloví a 4. část 30 přísloví
- 5. část je tvořena krátkou úvahou autora nad spásou lidské duše

## 51 příběhů
Pro kompletnost jsou v následující části uvedeny názvy všech 51 příběhů, které Patronio v prvním díle knihy vypráví:
1. PŘÍKLAD I O tom, co se stalo jednomu králi s jeho důvěrným přítelem
2. PŘÍKLAD II O tom, co se stalo jednomu dobrému muži s jeho synem
3. PŘÍKLAD III O tom, jak Richard, král anglický, skočil do moře v boji proti Maurům
4. PŘÍKLAD IV O tom, co řekl jeden Janovan své duli, když měl zemřít
5. PŘÍKLAD V O tom, co se stalo lišce s havranem, který měl v zobáku kus sýra
6. PŘÍKLAD VI O tom, co se stalo vlaštovce s ostatními ptáky, když viděla sít len
7. PŘÍKLAD VII O tom, co se stalo jedné ženě, které říkali doňa Truhana
8. PŘÍKLAD VIII O tom, co se stalo jednomu člověku, kterému museli vyčistit játra
9. PŘÍKLAD IX O tom, co se stalo dvěma rytířům se lvem
10. PŘÍKLAD X O tom, co se stalo jednomu člověku, který z nouze a z nedostatku jiného jídla jedl hrachové lusky
11. PŘÍKLAD XI O tom, co se stalo jednomu děkanovi ze Santiaga s donem Yllanem, velmistrem v Toledu
12. PŘÍKLAD XII O tom, co se stalo lišce s kohoutem
13. PŘÍKLAD XIII O tom, co se stalo jednomu člověku, který chytal koroptve
14. PŘÍKLAD XIV O zázraku, který učinil svatý Dominik, když mluvil nad hrobem lichvářovým
15. PŘÍKLAD XV O tom, co se stalo donu Lorenzu Suárezovi při obléhání Sevilly
16. PŘÍKLAD XVI O odpovědi, kterou dal Fernán González Nuňovi Laynezovi, svému příbuznému
17. PŘÍKLAD XVII O tom, co se stalo jednomu člověku, který měl velký hlad a kterého druzí zvali ledabyle k jídlu
18. PŘÍKLAD XVIII O tom, co se stalo donu Pedru Meléndezovi de Valdés, když si zlomil nohu
19. PŘÍKLAD XIX O tom, co se stalo havranům s výry
20. PŘÍKLAD XX O tom, co se stalo jednomu králi s člověkem, který mu řekl, že ho naučí alchymii
21. PŘÍKLAD XXI O tom, co se stalo jednomu mladému králi s velkým filosofem, kterému ho svěřil jeho otec
22. PŘÍKLAD XXII O tom, co se stalo lvu a býkovi
23. PŘÍKLAD XXIII O tom, co dělají mravenci, aby se uživili
24. PŘÍKLAD XXIV O tom, co se stalo jednomu králi, který chtěl vyzkoušet své tři syny
25. PŘÍKLAD XXV O tom, co se stalo hraběti z Provence: jak byl vysvobozen ze zajetí dík radě, kterou mu dal Saladin
26. PŘÍKLAD XXVI O tom, co se stalo stromu Lži
27. PŘÍKLAD XXVII O tom, co se stalo jednomu císaři a Alvarfáňezu Minayovi s jejich ženami
28. PŘÍKLAD XXVIII O tom, co se stalo v Granadě donu Lorenzu Suárezu Gallinatovi
29. PŘÍKLAD XXIX O tom, co se stalo lišce, která si lehla na ulici a dělala mrtvou
30. PŘÍKLAD XXX O tom, co se stalo sevillskému králi Abenabetovi s jeho ženou Romaquii
31. PŘÍKLAD XXXI O rozsudku, který vynesl jeden kardinál nad pařížskými kněžími a mnichy minority
32. PŘÍKLAD XXXII O tom, co se stalo jednomu králi se šibaly, kteří dělali šaty
33. PŘÍKLAD XXXIII O tom, co se stalo loveckému sokolu infanta dona Manuela s orlem a volavkou
34. PŘÍKLAD XXXIV O tom, co se stalo jednomu slepci, který vedl jiného
35. PŘÍKLAD XXXV O tom, co se stalo jednomu mladíkovi, který se oženil se ženou velmi zlostnou a velmi divokou
36. PŘÍKLAD XXXVI O tom, co se stalo jednomu kupci, když našel svou ženu a syna, jak spí spolu
37. PŘÍKLAD XXXVII O odpovědi, kterou dal hrabě Fernán González svým lidem, když zvítězil v bitvě u Hacinasu
38. PŘÍKLAD XXXVIII O tom, co se stalo jednomu člověku, který šel obtížen drahým kamením a utopil se v řece
39. PŘÍKLAD XXXIX O tom, co se stalo jednomu člověku s vlaštovkou a vrabcem
40. PŘÍKLAD XL O příčinách toho, že byla zatracena duše senešála z Carcassonnu
41. PŘÍKLAD XLI O tom, co se stalo córdobskému králi, kterému říkali Alhaquem
42. PŘÍKLAD XLII O tom, co se stalo proradné bekyni
43. PŘÍKLAD XLIII O tom, co se stalo Dobru se Zlem a člověku rozumnému s bláznem
44. PŘÍKLAD XLIV O tom, co se stalo donu Pedru Núñezovi, zvanému Věrný, donu Roy Gonzálezovi de Zaballos a donu Gutieru Ruizovi de Blaquiello s hrabětem donem Rodrigem, zvaným Poctivý
45. PŘÍKLAD XLV O tom, co se přihodilo jednomu člověku, který se stal přítelem a vasalem ďáblovým
46. PŘÍKLAD XLVI O tom, co se stalo jednomu filosofovi, který náhodou přišel do ulice, kde bydlely špatné ženy
47. PŘÍKLAD XLVII O tom, co se stalo jednomu Maurovi s jeho sestrou, která se dělala velmi bázlivou
48. PŘÍKLAD XLVIII O tom, co se stalo jednomu člověku, který zkoušel své přátele
49. PŘÍKLAD IL O tom, co se stalo člověku, kterého vyhodili nahého na ostrov, když mu odňali vladařskou moc
50. PŘÍKLAD L O tom, co se stalo Saladinovi s jednou ženou, manželkou jeho vasala
51. PŘÍKLAD LI Epilog: O tom, co se stalo křesťanskému králi, který byl příliš mocný a namyšlený [3]

## Významné vlivy
Rozmanitost témat, postav a zdrojů, kterými se inspiroval, vypovídá a autorově vysoké vzdělanosti. Kromě španělské literární tradice jsou v tomto díle patrné zejména tyto vlivy:
- Řád Dominikánů, se kterým byl Juan Manuel osobně i ideologicky spojen. Jedná se zejména o samotnou orientaci autora na didaktickou literaturu a jeho zaměření na otázky morálky.[1]
- Vliv arabské kultury. Díky přítomnosti arabských království na Pyrenejském poloostrově a rozkvětu muslimské kultury byl kontakt mezi muslimskou a křesťanskou tradicí hojný. Její přítomnost v díle Juana Manuela se projevuje jednak v až autobiografickém stylu, kdy autor řeší problémy sobě vlastní a zároveň sám v textu vystupuje. Jednak je to také přítomnost mnoha námětů, které se objevují v arabské tradici a v křesťanské až do té doby chyběly, a v neposlední řadě fakt, že hlavní postavou příběhu je někdy i sám sultán Saladin.[4]

## Témata
Všeobecný úpadek své společenské vrstvy a politickou i duchovní krizi chce autor překonat návratem k rytířské kultuře a tradici a věnuje se proto tématům jako: spása duše, jak si získat a uchovat čest, jak čestně nabýt majetek a bohatství. Zajímá ho na jedné straně dobrá pověst, pravé přátelství a moudrost, ale i chamtivost a pochlebování. V rámci duchovna se pak zabývá predestinací, přátelstvím člověka s Bohem či Boží prozřetelností. Hrabě se v příbězích často snaží zjistit, kdo je jeho přítel a kdo jeho nepřítel.
Jedním z nejvýznamnějších aspektů Hraběte Lucanora je právě tato tematická pestrost (vidíme příběhy ze světa zvířat i lidí, Křesťanů i Muslimů, sedláků i králů). Juan Manuel se zabývá tématy, jež jsou v daném momentě aktuální pro něj, ale i pro zbytek společnosti. Svým detailním popisem a schopností vykreslit atmosféru čtenáři předkládá věrný obraz španělské společnosti 14. století. Postavy jsou vykresleny věrohodně, psychologicky se vyvíjí a tím se tyto krátké schematické příběhy mění na soubor samostatných a plnohodnotných vyprávění.

## České vydání
Knihu vydalo roku 1961 Státní nakladatelství krásné literatury, hudby a umění pod názvem Hrabě Lucanor v překladu Luďka Kulta.